# Gaussan
Pour Abbaye bénédictine dans l'Aude, voir Abbaye Notre-Dame de Gaussan.
Gaussan est une commune française située dans le nord-est du département des Hautes-Pyrénées, en région Occitanie. Sur le plan historique et culturel, la commune est dans la région gasconne de Magnoac, située sur le plateau de Lannemezan, qui reprend une partie de l’ancien Nébouzan, qui possédait plusieurs enclaves au cœur de la province de Comminges et a évolué dans ses frontières jusqu’à plus ou moins disparaitre.
Exposée à un climat océanique altéré, elle est drainée par le Gers, la Sole et par divers autres petits cours d'eau.
Gaussan est une commune rurale qui compte 94 habitants en 2022, après avoir connu un pic de population de 441 habitants en 1836. Elle fait partie de l'aire d'attraction de Lannemezan. .
Ses habitants sont appelés les Gaussanais.

## Géographie

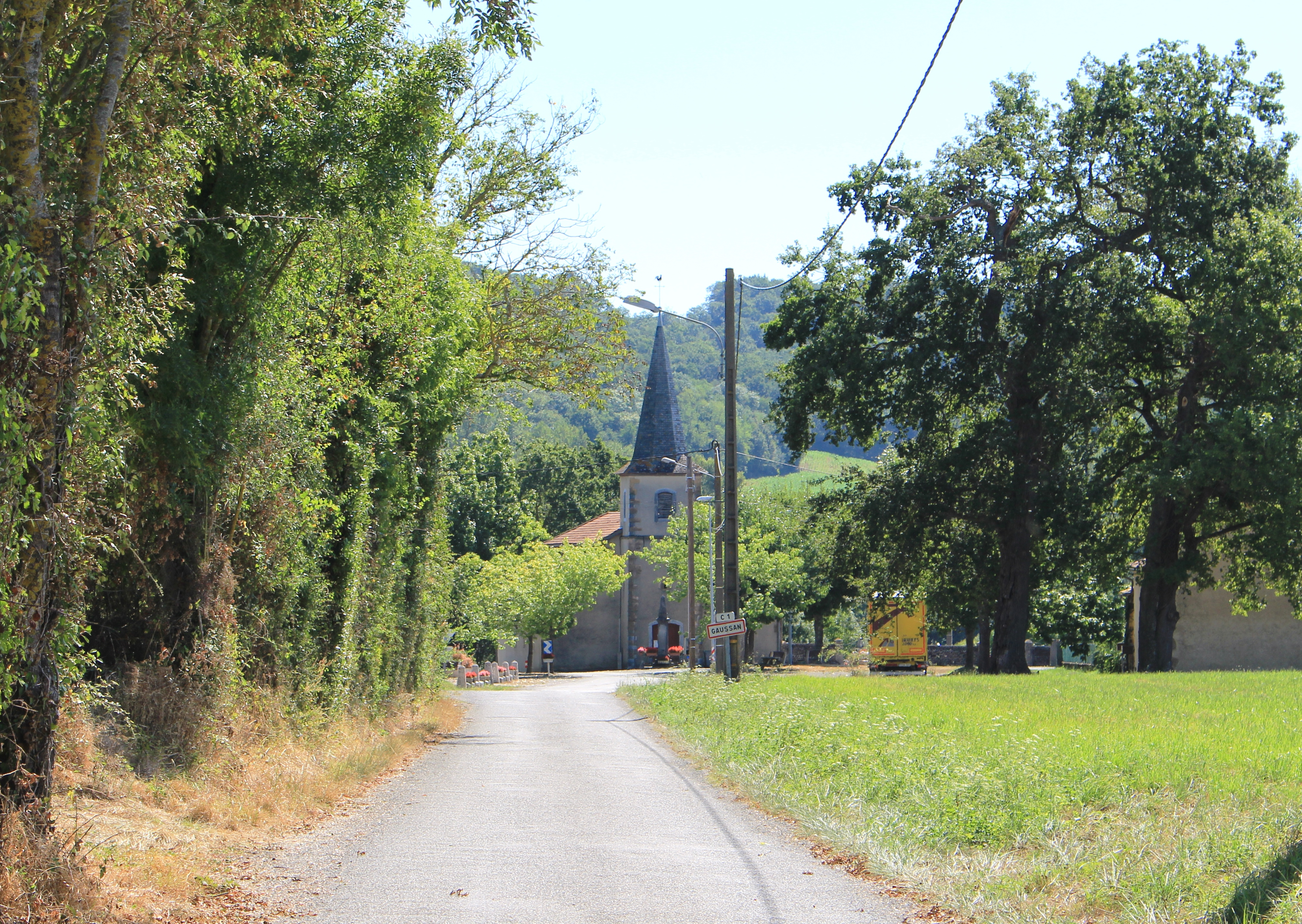
Entrée du village.

### Localisation
La commune de Gaussan se trouve dans le département des Hautes-Pyrénées, en région Occitanie.
Elle se situe à 34 km à vol d'oiseau de Tarbes, préfecture du département, et à 14 km de Trie-sur-Baïse, bureau centralisateur du canton des Coteaux dont dépend la commune depuis 2015 pour les élections départementales.
La commune fait en outre partie du bassin de vie de Lannemezan.
Les communes les plus proches sont : 
Laran (0,5 km), Caubous (1,8 km), Lassales (1,9 km), Monlong (3,2 km), Cizos (3,4 km), Monléon-Magnoac (3,6 km), Sabarros (4,1 km), Vieuzos (4,2 km).
Sur le plan historique et culturel, Gaussan fait partie de la région gasconne de Magnoac, située sur le plateau de Lannemezan, qui reprend une partie de l’ancien Nébouzan, qui possédait plusieurs enclaves au cœur de la province de Comminges et a évolué dans ses frontières jusqu’à plus ou moins disparaitre.
Les communes limitrophes sont  Laran, Lassales, Monlong, Monléon-Magnoac et Recurt.
|         | Laran    |                 |
| Recurt  | Gaussan  | Monléon-Magnoac |
| Monlong | Lassales |                 |

### Hydrographie
Le Ruisseau de La Sole, affluent de rive droite de la Petite Baïse, arrose la commune du sud au nord et forme la limite ouest avec la commune de  Recurt. 

Le Ruisseau de la Toucade affluent de rive gauche du Gers, forme une partie de la limite nord avec la commune de Laran.
 
Le Ruisseau de Ribanès affluent de rive gauche du Gers, forme la limite sud avec la commune de Monlong.

Le Ruisseau du Gers, arrose la commune du sud au nord  ainsi que le Ruisseau de Hontas.

Le Ruisseau de Saint-Loup affluent de rive gauche du Gers, prend sa source sur la commune et la traverse d'ouest en est.
 
Un canal d'irrigation provenant du Canal de la Neste traverse le village en direction du Gers au nord.

### Climat
Le climat est tempéré de type océanique, en raison de l'influence proche de l'océan Atlantique situé à peu près 150 km plus à l'ouest. La proximité des Pyrénées fait que la commune profite d'un effet de foehn, il peut aussi y neiger en hiver, même si cela reste inhabituel.
| Mois                              | jan.  | fév.  | mars  | avril | mai   | juin  | jui.  | août  | sep.  | oct.  | nov.  | déc.  | année   |
| --------------------------------- | ----- | ----- | ----- | ----- | ----- | ----- | ----- | ----- | ----- | ----- | ----- | ----- | ------- |
| Température minimale moyenne (°C) | 1     | 2     | 4     | 6     | 9     | 13    | 15    | 15    | 12    | 9     | 4     | 2     | 7,7     |
| Température moyenne (°C)          | 5,2   | 5,6   | 8,4   | 10,1  | 13,8  | 17,8  | 18,6  | 18,8  | 16,4  | 13,5  | 7,5   | 5,5   | 11,8    |
| Température maximale moyenne (°C) | 10    | 11    | 14    | 15    | 19    | 22    | 25    | 25    | 23    | 19    | 14    | 11    | 17,3    |
| Ensoleillement (h)                | 108,8 | 118,8 | 155,6 | 157,2 | 181,3 | 191,5 | 215,5 | 196,4 | 194,5 | 164,4 | 124,4 | 104,4 | 1 912,8 |
| Précipitations (mm)               | 98,6  | 63,3  | 99    | 108,2 | 137   | 87,1  | 72,6  | 70,5  | 69,5  | 81,9  | 101,4 | 97,4  | 1 086   |

### Milieux naturels et biodiversité
Aucun espace naturel présentant un intérêt patrimonial n'est recensé sur la commune dans l'inventaire national du patrimoine naturel,,.

## Urbanisme

### Typologie
Au 1er janvier 2024, Gaussan est catégorisée commune rurale à habitat très dispersé, selon la nouvelle grille communale de densité à sept niveaux définie par l'Insee en 2022.
Elle est située hors unité urbaine. Par ailleurs la commune fait partie de l'aire d'attraction de Lannemezan, dont elle est une commune de la couronne,. Cette aire, qui regroupe 65 communes, est catégorisée dans les aires de moins de 50 000 habitants,.

### Occupation des sols
L'occupation des sols de la commune, telle qu'elle ressort de la base de données européenne d’occupation biophysique des sols Corine Land Cover (CLC), est marquée par l'importance des territoires agricoles (75,3 % en 2018), une proportion sensiblement équivalente à celle de 1990 (75,2 %). La répartition détaillée en 2018 est la suivante : 
terres arables (38,5 %), zones agricoles hétérogènes (25,7 %), forêts (24,7 %), prairies (11,1 %).
L'IGN met par ailleurs à disposition un outil en ligne permettant de comparer l’évolution dans le temps de l’occupation des sols de la commune (ou de territoires à des échelles différentes). Plusieurs époques sont accessibles sous forme de cartes ou photos aériennes : la carte de Cassini (XVIIIe siècle), la carte d'état-major (1820-1866) et la période actuelle (1950 à aujourd'hui).

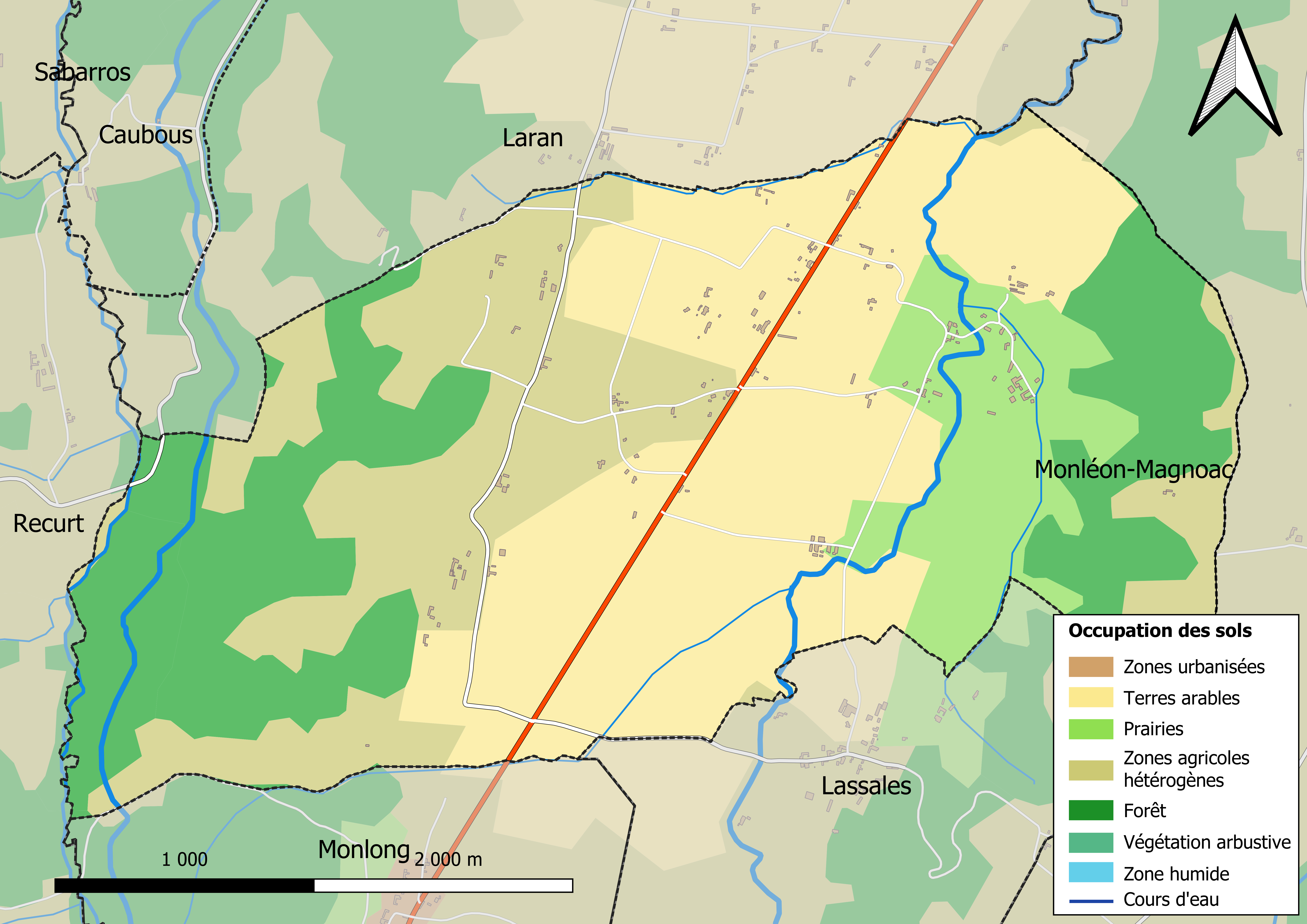
Carte des infrastructures et de l'occupation des sols en 2018 (CLC) de la commune.
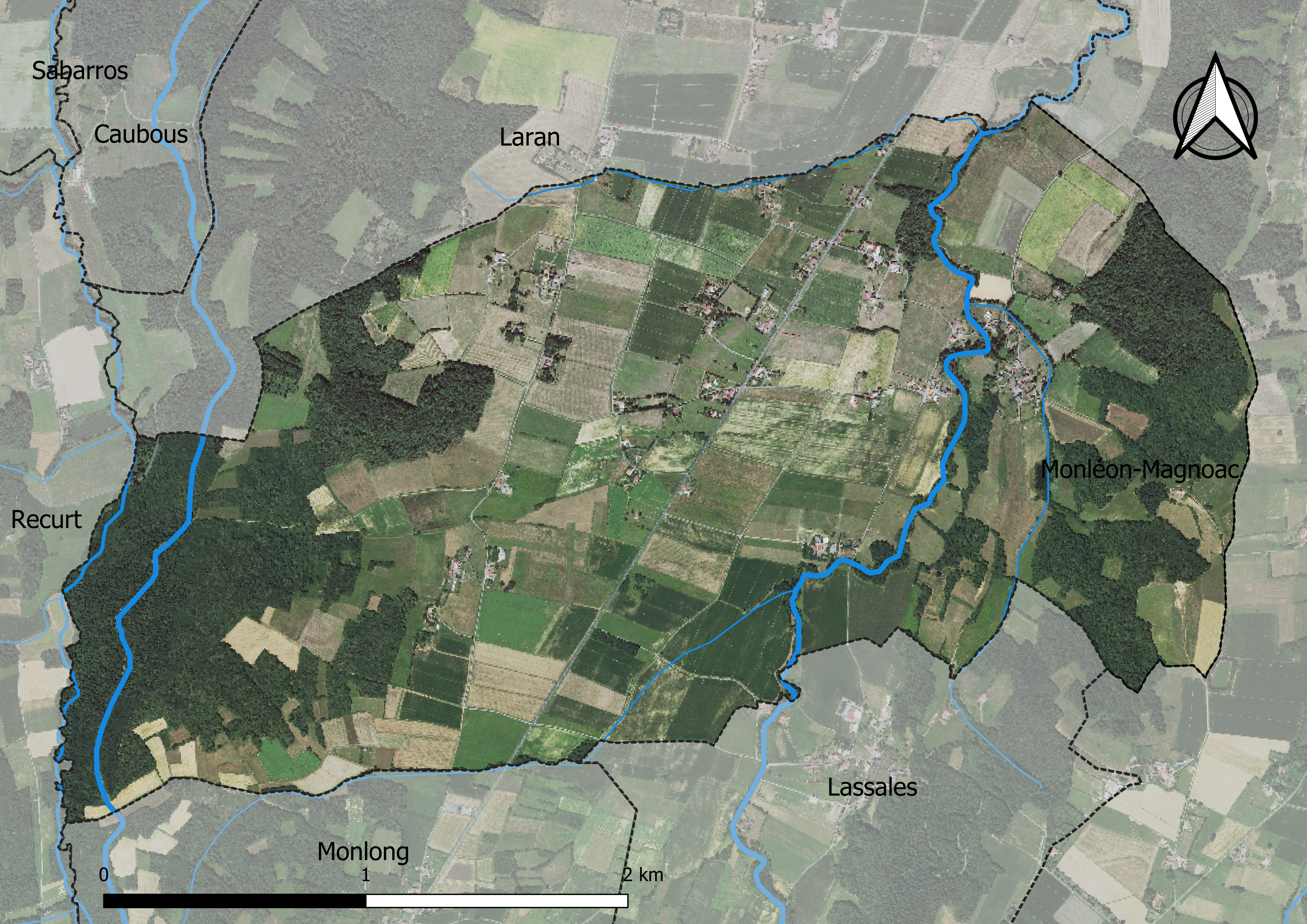
Carte orthophotogrammétrique de la commune.

### Morphologie urbaine
D'après la monographie de 1887, Gaussan est divisé en 5 quartiers
- Le Village
- Hameau de Subergelle, nom de personnes habitants le hameau avant 1850
- La route
- Abbadie
- Caubaron

### Logement
En 2012, le nombre total de logements dans la commune est de 67.

Parmi ces logements, 76,0 % sont des résidences principales, 15,0 % des résidences secondaires et 9,0 % des logements vacants.

### Voies de communication et transports
Cette commune est desservie par la route départementale D 929.

## Toponymie

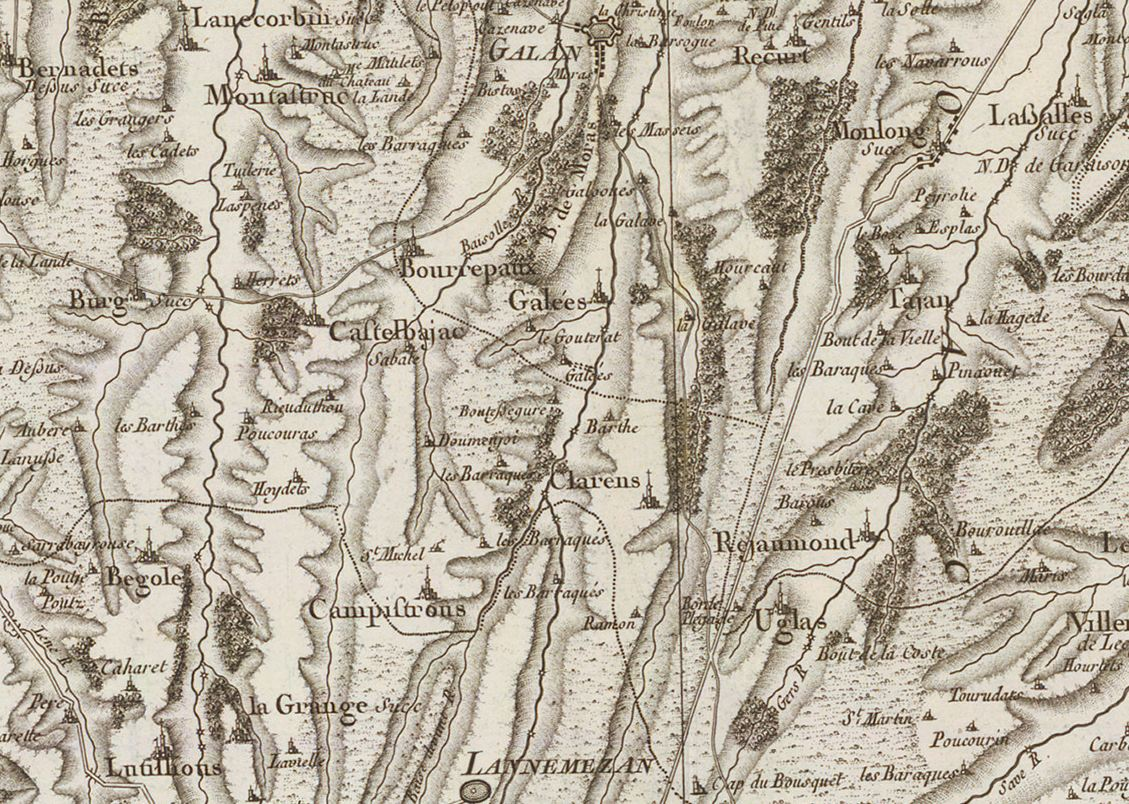
Extrait de la carte de Cassini (entre 1756 et 1789) situant Gaussan au nord de Lannemezan.

On trouvera les principales informations dans le Dictionnaire toponymique des communes des Hautes-Pyrénées de Michel Grosclaude et Jean-François Le Nail qui rapporte les dénominations historiques du village :
Dénominations historiques :
- de Gaussano, latin (1383-1384, procuration Auch ; 1405, décime d'Auch ; XVe siècle, Taxes Auch) ;
- Gaussan (1744, registres paroissiaux) ;
- Gossan (1790, Département 1) ;
- Gaussan (fin XVIIIe siècle, carte de Cassini).

Étymologie : nom de domaine antique, peut-être nom de personnage latin Gallicius et suffixe anum (= propriété de Gallicius).
Nom occitan : Gaussan.

## Histoire
En 1680 Marguerite de Lacoste, veuve de François de Cazaux, sieur de Gaussan, constitue pour son procureur Noble Jean de Labarthe seigneur de Lartigolle afin de ratifier la vente de la métairie dite d'Espiau sise à Barran.

### Cadastre napoléonien de Gaussan
Le plan cadastral napoléonien de Gaussan est consultable sur le site des archives départementales des Hautes-Pyrénées.

## Politique et administration

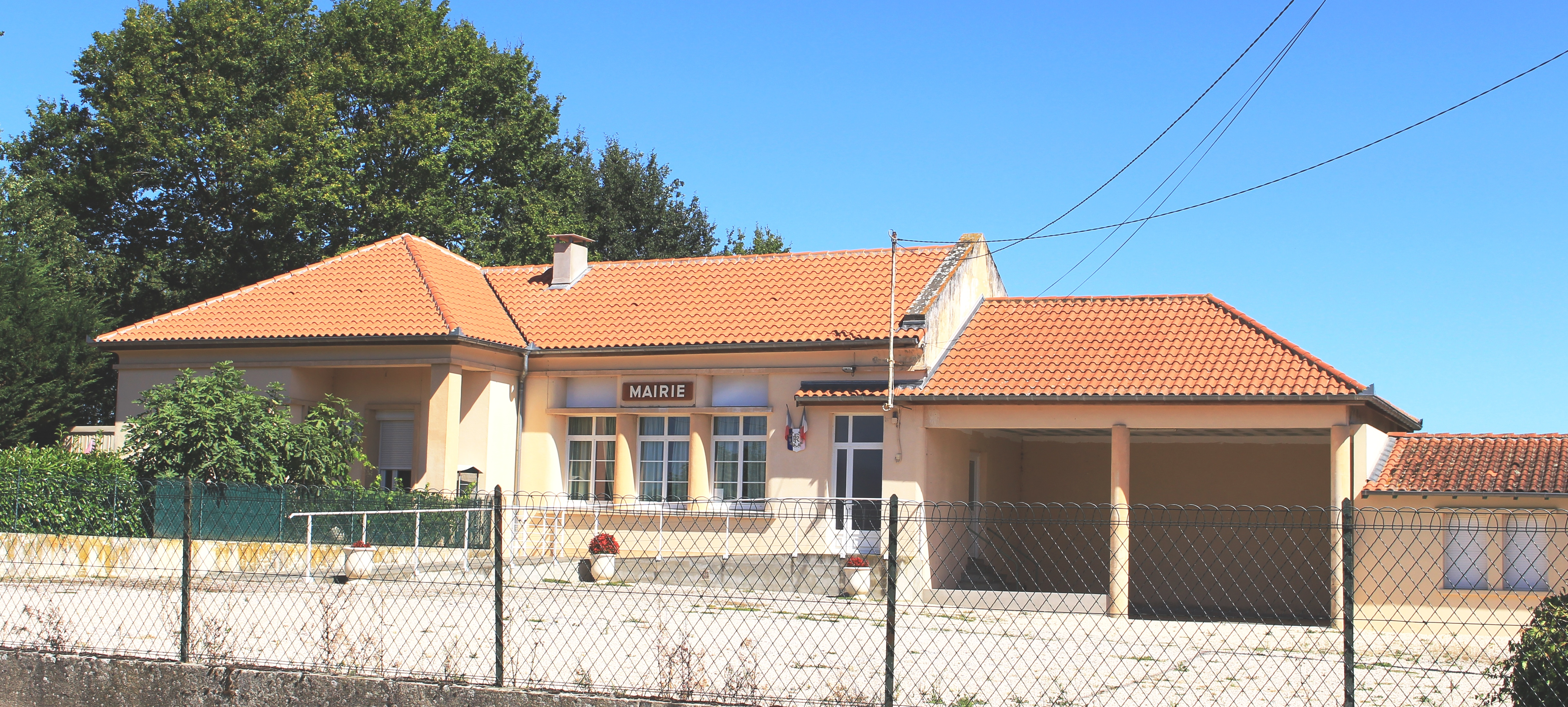
La mairie en 2020.

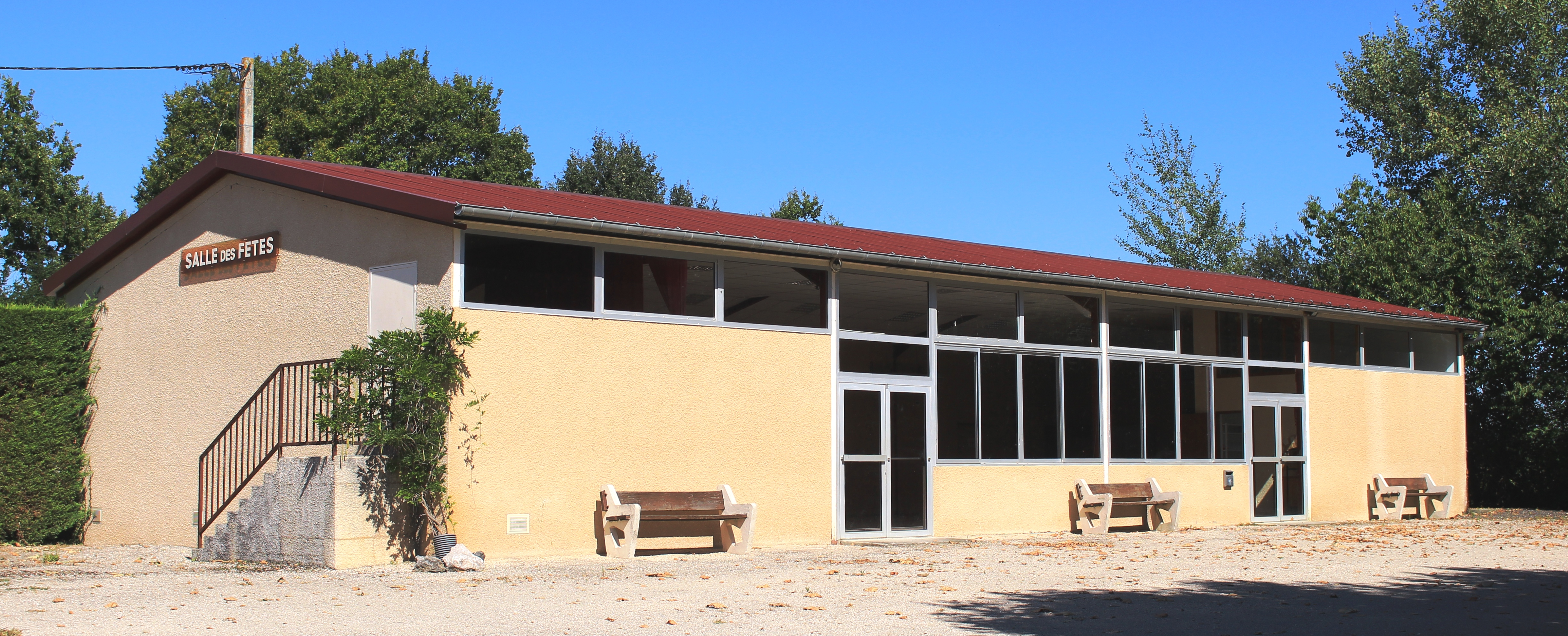
Le foyer rural en 2020

### Liste des maires
| Période                                  | Période   | Identité             | Étiquette | Qualité |
| ---------------------------------------- | --------- | -------------------- | --------- | ------- |
| Les données manquantes sont à compléter. |           |                      |           |         |
|                                          |           |                      |           |         |
| --                                       |           | En 1880 Firmin Lages |           |         |
| mars 2001                                | mars 2008 | Maryse Glacet        |           |         |
| mars 2008                                | En cours  | Francis Castet       |           |         |

### Rattachements administratifs et électoraux

#### Historique administratif
Sénéchaussée d'Auch, pays des Quatre-Vallées, vallée de Magnoac, canton de  Castelnau-Magnoac chef-lieu à Magnoac, (1790) puis à Castelnau-Magnoac (1801).

#### Intercommunalité
Gaussan appartient à la communauté de communes du Pays de Trie et du Magnoac créée en janvier 2017 et qui réunit 50 communes.
La commune est également membre du SIVOM de Saint-Gaudens Montréjeau Aspet Magnoac.

## Population et société

### Démographie

#### Évolution démographique
| 1793 | 1800 | 1806 | 1821 | 1831 | 1836 | 1841 | 1846 | 1851 |
| ---- | ---- | ---- | ---- | ---- | ---- | ---- | ---- | ---- |
| 286  | 332  | 341  | 368  | 431  | 441  | 427  | 399  | 381  |

| 1856 | 1861 | 1866 | 1872 | 1876 | 1881 | 1886 | 1891 | 1896 |
| ---- | ---- | ---- | ---- | ---- | ---- | ---- | ---- | ---- |
| 396  | 371  | 356  | 356  | 356  | 331  | 352  | 283  | 288  |

| 1901 | 1906 | 1911 | 1921 | 1926 | 1931 | 1936 | 1946 | 1954 |
| ---- | ---- | ---- | ---- | ---- | ---- | ---- | ---- | ---- |
| 250  | 251  | 235  | 211  | 198  | 185  | 180  | 157  | 174  |

| 1962 | 1968 | 1975 | 1982 | 1990 | 1999 | 2004 | 2006 | 2009 |
| ---- | ---- | ---- | ---- | ---- | ---- | ---- | ---- | ---- |
| 152  | 142  | 128  | 114  | 117  | 114  | 119  | 116  | 109  |

| 2014 | 2019 | 2022 | - | - | - | - | - | - |
| ---- | ---- | ---- | - | - | - | - | - | - |
| 116  | 100  | 94   | - | - | - | - | - | - |

### Enseignement
La commune dépend de l'académie de Toulouse. Elle ne dispose plus d'école en 2016.
Les instituteurs :
- En 1880 : Instituteur communal : Isidore Cuilhé, Ecole libre : Mlle Denise Verdier

## Économie

### Emploi
|                | 2008  | 2013   | 2018  |
| -------------- | ----- | ------ | ----- |
| Commune        | 6 %   | 20,9 % | 9,4 % |
| Département    | 7,7 % | 9,4 %  | 9,8 % |
| France entière | 8,3 % | 10 %   | 10 %  |

En 2018, la population âgée de 15 à 64 ans s'élève à 56 personnes, parmi lesquelles on compte 83 % d'actifs (73,6 % ayant un emploi et 9,4 % de chômeurs) et 17 % d'inactifs,. Depuis 2008, le taux de chômage communal (au sens du recensement) des 15-64 ans est inférieur à celui de la France et du département.
La commune fait partie de la couronne de l'aire d'attraction de Lannemezan, du fait qu'au moins 15 % des actifs travaillent dans le pôle,. Elle compte 13 emplois en 2018, contre 12 en 2013 et 11 en 2008. Le nombre d'actifs ayant un emploi résidant dans la commune est de 43, soit un indicateur de concentration d'emploi de 31,2 % et un taux d'activité parmi les 15 ans ou plus de 52,3 %.
Sur ces 43 actifs de 15 ans ou plus ayant un emploi, 9 travaillent dans la commune, soit 22 % des habitants. Pour se rendre au travail, 82,9 % des habitants utilisent un véhicule personnel ou de fonction à quatre roues, 7,3 % s'y rendent en deux-roues, à vélo ou à pied et 9,8 % n'ont pas besoin de transport (travail au domicile).

## Culture locale et patrimoine

### Lieux et monuments

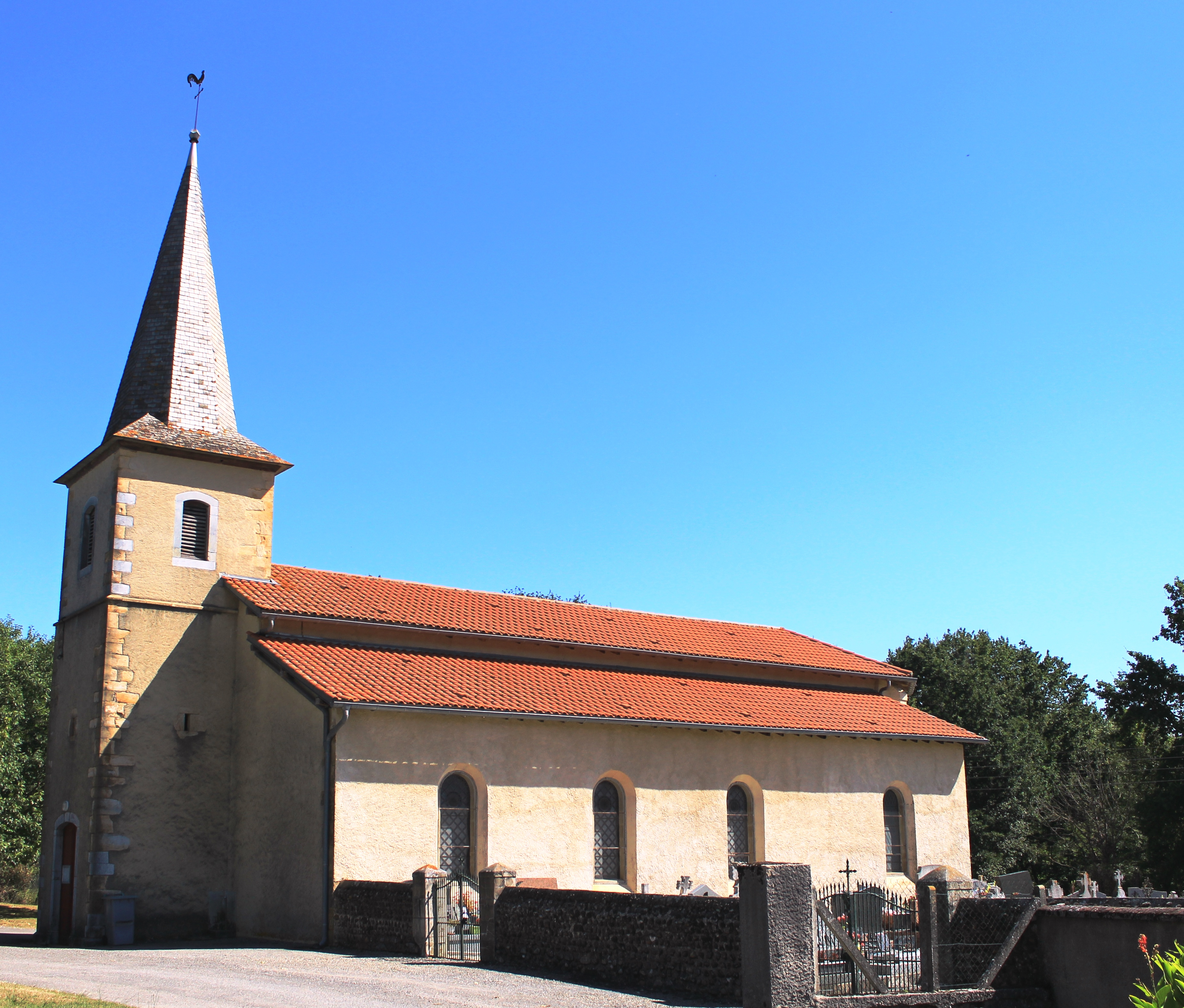
L'église Saint-Pierre en 2020.

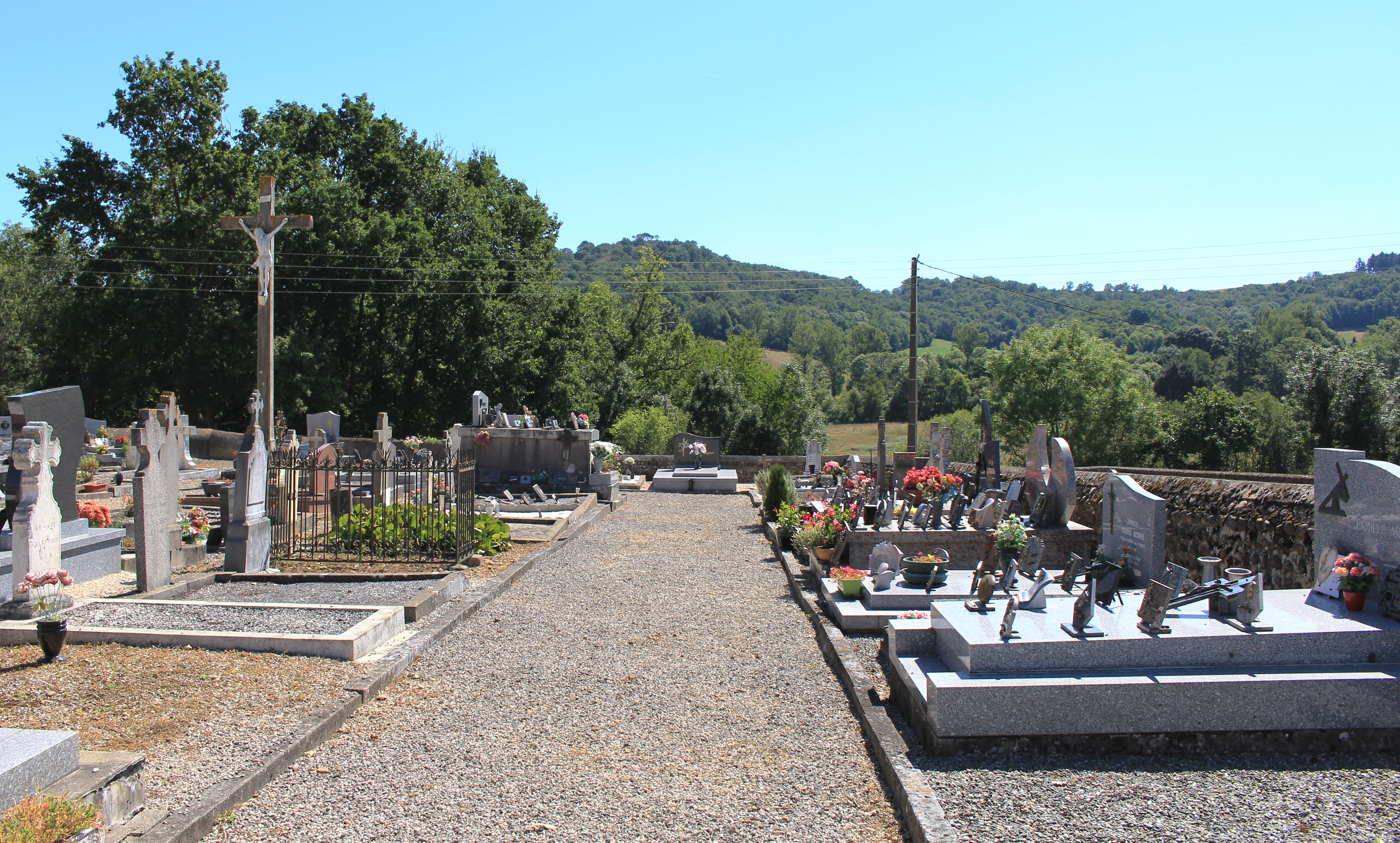
Le cimetière.

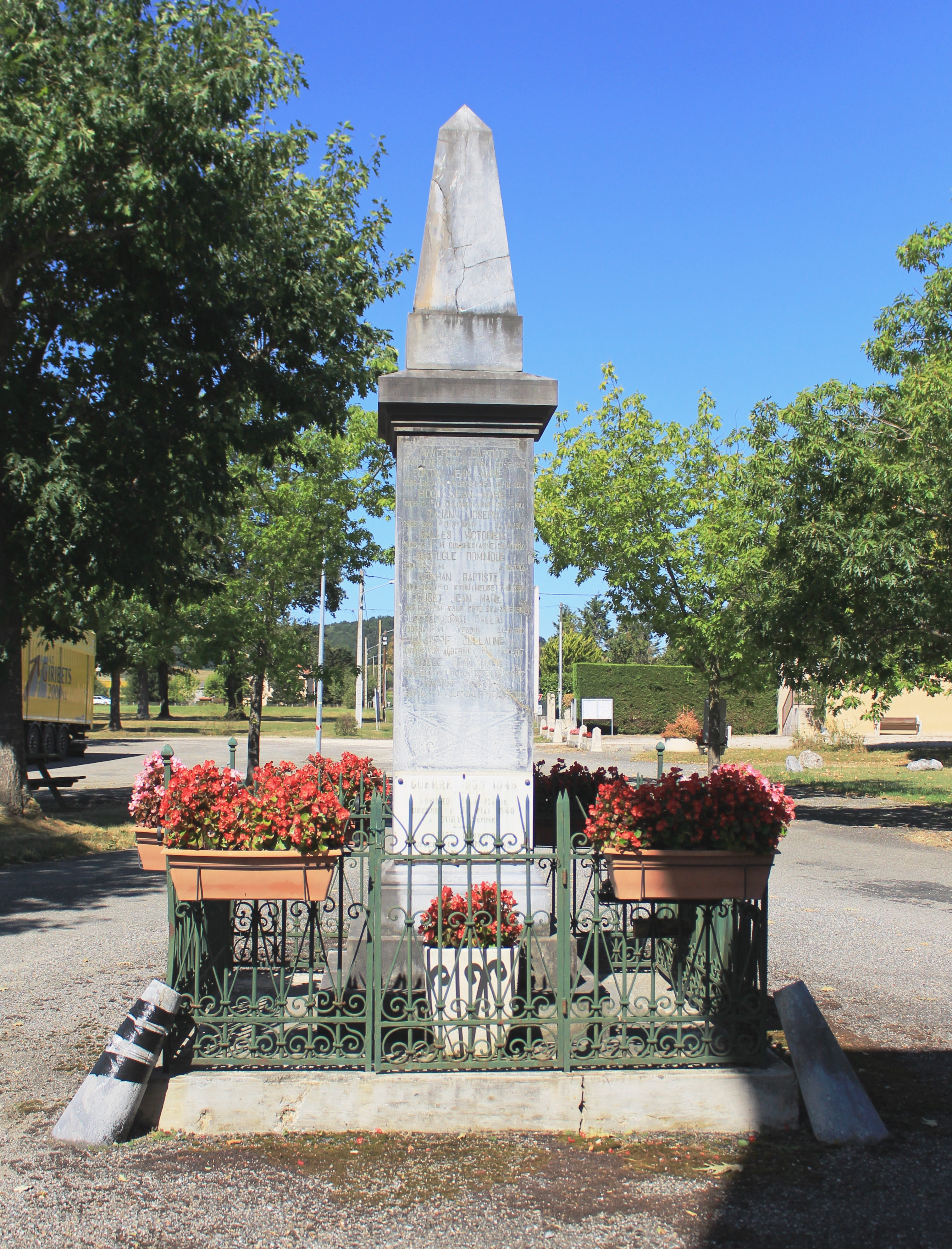
Le monument aux morts municipal.

- Église Saint-Pierre de Gaussan[19].

### Héraldique et devise
| Blason | Blasonnement : D'or à un âne et une vache affrontés de sable, soutenus d'un filet ondé d'azur; au chef de gueules chargé de trois plumes d'argent posées en barre. |

 L'âne en héraldique : http://heraldie.blogspot.fr/2012/12/lane-en-heraldique.html

## Voir aussi

Sélection de vues des croix municipales.
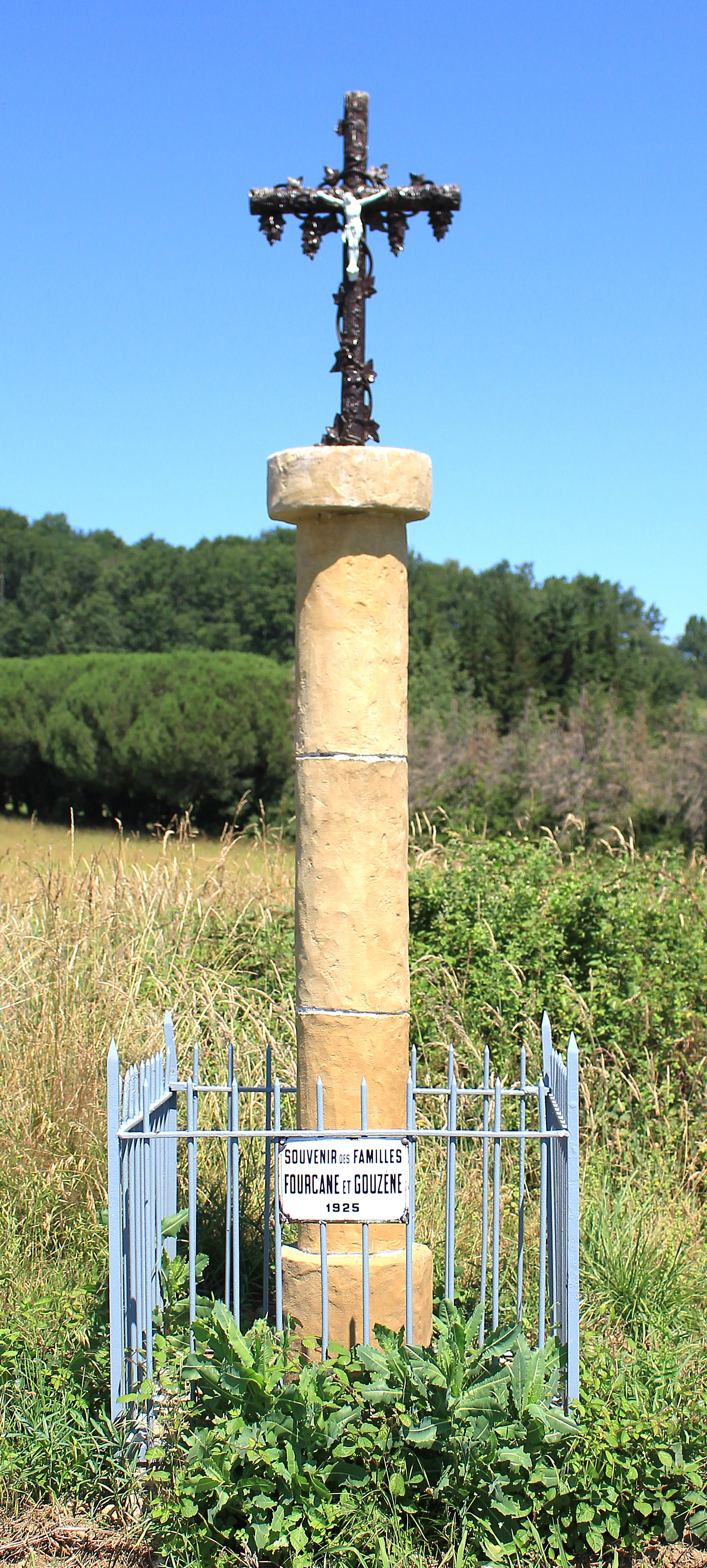
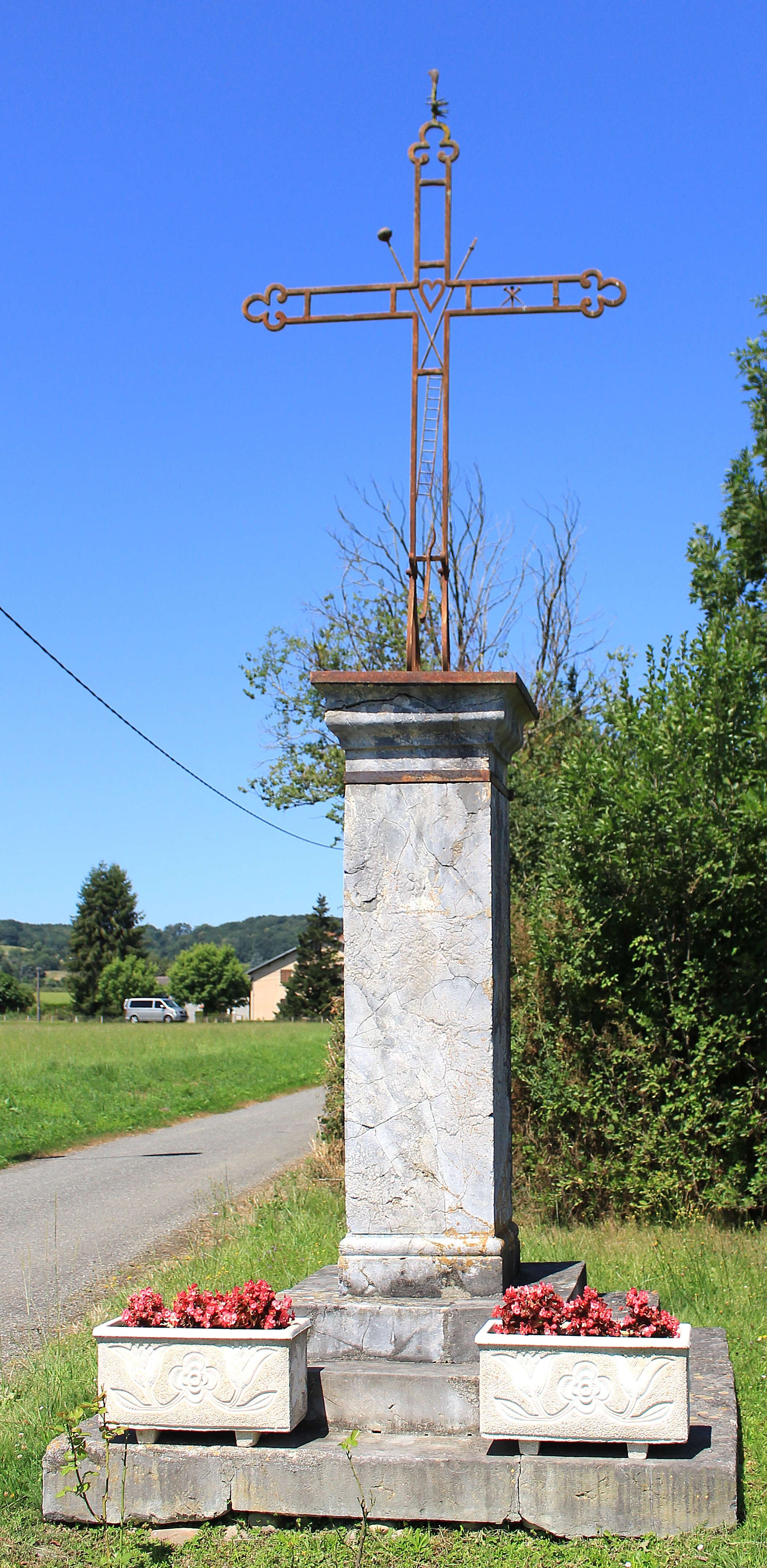
Une croix.